# 2001: Космическа одисея
„2001: Космическа одисея“ или „Одисея в космоса“ (на английски: 2001: A Space Odyssey) е научнофантастичен филм от 1968 година, режисиран от Стенли Кубрик, и един от един от най-влиятелните филми в жанра и в историята на киното въобще. Сценарият, написан от Кубрик и Артър Кларк, засяга теми, свързани с човешката еволюция и технология, изкуствения интелект, и извънземния живот. Филмът е характерен със своя научен реализъм, въвеждането на нови специални ефекти и използването на двусмислена, провокативна картина и звук вместо обичайните кинопохвати. „2001: Космическа одисея“ е финансиран и разпространен от американското студио „Метро Голдуин Майер“.

## История на филма
Малко след 1960 г. режисьорът Стенли Кубрик решава да заснеме научнофантастичен филм, който да е космическа епопея и да съдържа много символика. За написване на сценария той се обръща към писателя Артър Кларк – тогава още млад, но вече известен с романите си „Краят на детството“ и „Срещу падащата нощ“ (по-късно преработен и издаден под името „Градът и звездите“).
Като основа за сценария Кларк избира разказа си „Sentinel“ (на български езиик: „Стражът“). В него космическа експедиция до Луната открива на нея странен предмет, наречен „Монолитът“, който при срещата с експедицията внезапно излъчва силен сигнал към звездите. Оказва се, че той е оставен много отдавна там от древна космическа свръхцивилизация, за да извести, когато новата космическа цивилизация бъде родена и направи първата си крачка извън планетата си. Кларк пренася мястото на Монолита в орбита около Юпитер, въвежда в повествованието компютърния интелект ХАЛ 9000, и по внушение на Кубрик и идеи, започнати в „Краят на детството“, разработва края на сюжета като изследване на превръщането на човека в свръхсъщество.
Филмът е завършен през 1968 г. В него са използвани най-добрите за времето си специални ефекти – смята се, че по-добри са създадени едва след масовото навлизане в киното на компютърно генерирани изображения. Отначало мненията за него са поляризирани – от ентусиазирани до крайно отрицателни – и посещаемостта му е сравнително неголяма за времето си. Впоследствие критиците конвергират около мнението, че това е един от най-добрите и най-влиятелните филми в историята на кинофантастиката. Съчетанието от строга научност, изключителни специални ефекти и почти мистичен завършек, докосващ мечтите на хората, въздейства изключително силно.
Филмът е номиниран за четири награди „Оскар“, и печели една (за визуални ефекти). Също така печели наградите Kansas City Film Critics Circle за най-добър режисьор и най-добър филм на 1968 г.
Скоро след първата прожекция на филма Кларк издава преработения в научнофантастичен роман сценарий под същото име. Книгата е посрещната с не по-малко одобрение от филма. Последват я три продължения: „2010: Втора одисея“ (също филмиран), „2061: Трета одисея“ и „3001: Последната одисея“.

## Създаване
Снимането на филма започва на 29 декември 1965 г. в студията „Шепъртън“ в Шепъртън, Великобритания. Студиото е било избрано заради размера си – достатъчно голямо, за да побере яма с размери 60х120х60 фута (18х36х18 метра), изградена като декор за сцената с разкопките на Тихо – първата сцена, която е трябвало да бъде заснета. От 1966 г. снимките продължават в МГМ-Инглиш Студиос в Борхъмууд, Великобритания. Там е бил създаден специален „команден център“ за заснемане на сцените със специални ефекти, описван като „огромен трептящ нервен възел, с атмосфера, много подобна на тази в командния пост на Кейп Кенеди по време на обратното броене преди старта“. (Това е командният пост, от който е управлявано изстрелването на корабите „Аполо“ към Луната.) Филмът е заснет с камера „Супер Панавижън 70“ на филмова лента с формат 65 мм. Стандартните 35-милиметрови ленти за общо разпространение са направени чрез процес за прехвърляне на цветовете на Техниколор. Кубрик започва редакцията на филма през март 1968 г., и завършва последното 19-минутно парче дни преди официалната премиера на 6 април. Към този момент филмът е надхвърлил с 4,5 милиона щатски долара първоначалния си бюджет от 6 милиона долара, и е закъснял с 18 месеца спрямо първоначалните планове.
В този филм за пръв път се използва техниката на ретрорефлективен матинг, използвана при африканските сцени, в които маймуните се учат да използват инструменти. Статични обзорни снимки на пейзажи, направени в Африка, се прожектират върху частично амалгамирано огледало, поставено диагонално пред камерата. Прожектираното изображение осветява както костюмираните изпълнители, така и обратно отразяващ сребрист екран, разположен зад тях. Проектираното изображение не се забелязва върху изпълнителите, защото интензивността му е далеч под тази на другото осветление. Екранът отзад обаче селективно го отразява обратно към снимащата камера, то преминава през частично амалгамираното огледало заедно с образите на изпълнителите, и се вижда като заден фон на завършената сцена. Тази техника позволява много по-реалистични изображения, отколкото другите достъпни по това време. Понастоящем е изместена от по-гъвкавите техники за компютърна обработка на изображение, заснето пред син екран.
Кубрик заснема немалко сцени, които не влизат в първата версия. Сред тях са учебна стая в лунната база Клавиус, в която сред изпълнителите участва дъщерята на Кубрик, и купуването от футуристичен магазин на галаго за дъщеричката на Хейуд Флойд, която се появява в сцената с видеофона. Изрязани са също повтарящи се сцени с ходене в условия на безтегловност, и сцена, в която Боумън взема резервна част за антена от осмоъгълен коридор. (Метро-Голдуин-Майер пуска публично кадър от тази сцена.) Най-забележителна сред изрязаните е начална сцена, в която учени обсъждат вероятността за съществуване на извънземен живот.
Последната редакция на Кубрик върху филма е направена след априлската премиера. При нея той премахва 10 минути сцени.

## Сюжет
Филмът започва с началната част (пет октави) от „Атмосфери“ на Дьорди Лигети, без изображение на екрана (тип театрално представление, докато завесите са още дръпнати). Началните кадри показват Слънцето, изгряващо иззад перфектно подредени пред него Земята и Луната, под музиката на първата част от „Така каза Заратустра“ на Рихард Щраус. Останалото от филма е разделено на три части, всяка от които започват с екранен надпис.
Първата част, чието действие се развива преди 3 милиона години, и озаглавена „Зората на човека“, показва ежедневието на племе праисторически маймуночовеци: търсене на прехрана сред сухите полупустинни храсталаци, нападения на леопард, и конкуренция с друго племе за долчинка със събрала се в нея вода. Животът на показваното племе е на ръба на оцеляването. Една сутрин край мястото, където те спят, се появява тайнствен черен монолит, и те го разглеждат изплашено.
След тази среща самотен маймуночовек, докато рови сред купчина кости, попада под тайнствено влияние от страна на монолита. Една от костите привлича вниманието му, и той започва да си играе с нея, да чупи другите кости като с тояга, и внезапно достига до идеята да убие с нея животно – тоест, да я използва като инструмент. Следващият кадър показва маймуночовеците да ядат месо – предполага се, от току-що убит тапир. Маймуночовекът, който открива използването на костта като инструмент, повежда племето, завладява обратно водоизточника и пребива с костта до смърт водача на съседното племе. Другите от племето му подражават, той триумфира.
В следващия прочут кадър той хвърля костта нагоре, действието на филма прескача напред във времето, и образът ѝ бива насложен върху образа на изкуствен спътник на Земята – военен апарат, снабден с лъчево оръжие. Валсът на Йохан Щраус-син „На хубавия син Дунав“ придружава сцени на изкуствени спътници, които се въртят около Земята. Накрая кадрите стигат до изображение на космическа совалка, която се свързва с орбитална станция.
Няколко кадъра от вътрешността на совалката показват, че тя вози само един пътник – д-р Хейуд Флойд (Уилиам Силвестър), водещ американски учен, който пътува към Луната. Флойд пристига на станцията едновременно с последните ноти на валса. След напускането на совалката стюардесата изрича първите думи във филма: „Пристигнахте, сър. Главното ниво, моля.“ Флойд среща г-н Милър от охраната на станцията, и двамата минават през стерилната станция към ресторант, но Флойд спира, за да се обади по видеофон, докато Милър продължава напред.
В първия диалог във филма Флойд среща група съветски учени, сред които е негова „стара позната“, Елена, и спира за кратък разговор с тях. След като той споменава, че пътува за лунната база Клавиус, д-р Андрей Смислов (Леонард Роситър) го разпитва защо никой не е успял да се свърже с нея напоследък, и Елена споменава, че базата е отказала аварийно кацане на една тяхна совалка. Флойд имитира наивна изненада, но когато Смислов споменава за слух, че на базата е започнала епидемия, Флойд многозначително отказва да коментира, цитирайки забрани, свързани със сигурност.
Следващата сцена изобразява лунен кораб, който се приземява на издигната платформа в лунната база Клавиус. В заседателна зала там Флойд е представен на учените и администраторите от базата, и говори за важността истинската причина за подозрителната карантина на базата да остане скрита. Поздравява персонала с изключителното му откритие, след което ги информира, че от тях се изискват подновени „клетви за сигурност“. През кратките въпроси и отговори той потвърждава, че имитацията на епидемия и пълната комуникационна изолация на базата ще останат в сила, докато ръководството на Земята не промени решението си. Напомня на персонала за „потенциала за културен шок и социална дизориентация“, който представлява откритието им.
Следващата сцена е пътуване с лунобус към изкоп наблизо. Разговор между Флойд и администратор от базата разкрива тайната: при правенето на изкопа е бил открит обект, закопан на Луната (наречен Тихо – Магнитна Аномалия 1, или накратко ТМА-1). Изучаването на обекта е показало, че той е бил умишлено заровен там преди милиони години. Пристигайки на мястото на изкопа, те виждат там монолит, точно подобен на онзи от частта „Зората на човека“ (под акомпанимента на „Кирие“ от „Реквием“ на Лигети). Флойд протяга ръка и докосва гладката повърхност на обекта, демонстрирайки същото смайване, както маймуночовеците отпреди милиони години. Пристигналите се събират за групова снимка на фона на изгряващото слънце, но когато лъчите му докосват монолита, радиопредавателите им са заглушени от силен, висок тон, излъчен от него.
Филмът преминава към втората част, озаглавена „Мисията Юпитер: Осемнайсет месеца по-късно“. Началните кадри са придружени с адажиото на Гаяне от балета на Арам Хачатурян „Гаяне“. На борда на космическия кораб „Дискавъри Едно“ се намират пилотите Дейвид Боумън (Кеър Дюлеа) и Франк Пул (Гари Локууд), и трима учени, които спят в криогенна хибернация. Показано е обичайното ежедневие на космическия кораб: поддръжка и управляване на кораба, сън, хранене, физически упражнения, получаване на поздравления за рождения ден от дома, игра на шах и дори рисуване. Екипажът гледа телевизионна програма на БиБиСи за тях самите, в която бива показан и интервюиран „шестият член на екипажа“, суперкомпютърът ХАЛ 9000 (Дъглас Рейн). Интервюто разкрива, че този суперкомпютър е върхът на постиженията в областта на изкуствения интелект и че дотогава се е показал като напълно безпогрешен. Той е проектиран да общува и да се държи като човек, и дори да имитира емоции, които съвсем приличат на истински. Астронатите бързо са свикнали да го смятат просто за един от екипажа, и да се обръщат към него с „Хал“.
По време на неформален разговор с Боумън, ХАЛ изразява тревога относно мисията, подхранвана от странни слухове за нещо, изкопано на Луната, както и от необичайната подготовка и режим на обучение за тази мисия. Когато Боумън предполага, че въпросите на ХАЛ са всъщност част от подготовка за рапорт за психологическото състояние на екипажа, ХАЛ изобразява тревога, след което предсказва очаквана повреда в комуникационната система на кораба. Боумън напуска кораба с космическа капсула, и подменя очаквания да се повреди блок АЕ-35. При изучаването му в кораба обаче не са открити никакви проблеми в работата му. Управлението на мисията на Земята предполага, че ХАЛ е сгрешил в предсказанието си за бъдеща повреда на блока, нещо нечувано за серията 9000. ХАЛ предлага ново излизане с капсулата, поставяне на блока обратно на мястото му и очакване той да се повреди, за да бъде установена причината. Прикривайки загрижеността си, Боумън и Пул влизат в капсулата под предлог да проверят радиосистемата ѝ, но всъщност за да обсъдят тайно ненадеждността на ХАЛ. Решават, че ако блокът не се повреди както е предсказано, те ще изключат ХАЛ. Те обаче не подозират, че ХАЛ ги следи, като чете движенията на устните им през един илюминатор на капсулата. Следва интерлюдия.
След нея Пул излиза в капсулата извън кораба, за да подмени блока АЕ-35, докато Боумън наблюдава от кораба. Когато Пул излиза от капсулата, ХАЛ поема управлението ѝ, блъсва силно Пул с нея и го убива. Боумън вижда Пул и капсулата да се отдалечават от кораба, и бързо излиза с друга капсула, за да спаси Пул (забравяйки шлема си в „Дискавъри“). Докато Боумън е навън, ХАЛ убива тримата учени в хибернация, като изключва системите за поддържане на живота им.
Спасителната мисия на Боумън го сдобива само с мъртвото тяло на Пул. Връщайки се, той нарежда на ХАЛ да отвори вратите на хангара за капсули. ХАЛ отказва, и разкрива, че знае за плана на Боумън и Пул да го изключат. Заявява, че мисията е „твърде важна“, за да позволи на Боумън да я провали. Боумън отговаря, че просто ще влезе в кораба през резервен въздушен шлюз (опасно начинание без шлем – докато вратите на въздушния шлюз не бъдат отново затворени чрез дръпване на ръчен превключвател, вътрешността му и астронавтът са изложени на космическия вакуум). ХАЛ прекратява разговора. Боумън изхвърля мъртвото тяло на Пул, отваря с манипулаторите на капсулата въздушния шлюз, и отстрелва капака на люка на капсулата. Експлозивната декомпресия го изхвърля в шлюза, и той успява да затвори вратите му през няколкото секунди, които човек може да оцелее без скафандър във вакуум.
Вече влязъл в кораба, Боумън нахлупва шлема от скафандъра във въздушния шлюз, и е защитен. ХАЛ се опитва безрезултатно да преговаря с него. Без да го слуша, Боумън влиза в „логическия паметен център“ на суперкомпютъра, и започва да изключва висшите му мозъчни функции, оставяйки да работят само автоматичните системи за поддръжка на кораба. ХАЛ го моли да спре, и казва, че се чувства много по-добре, и че ще престане да го заплашва; Боумън продължава да го разглобява. ХАЛ описва как „умът ми изчезва... усещам го“, и постепенно се връща към най-старите си спомени, пее песничката „Маргаритка“, и накрая замлъква.
Изключването на ХАЛ пуска предварително направен видеозапис с Хейуд Флойд, който обяснява истинската цел на мисията им; това е единственият пряк описателен речитатив във филма: „Добър ден, господа. Този запис е направен преди вашето отлитане и, по съображения за сигурност от най-висока степен, е известен на борда на кораба единствено на компютъра ХАЛ 9000. Сега, когато сте в орбита около Юпитер и целият екипаж е събуден, то може да ви бъде предадено. Преди осемнадесет месеца беше открито първото доказателство за интелигиентен живот извън Земята. Беше заровено на 40 фута дълбочина край кратера Тихо. С изключение на едно изключително мощно радиоизлъчване, насочено към Юпитер, черният монолит на възраст четири милиона години е абсолютно инертен. Произходът и предназначението му засега са пълна загадка.“
Третата част, озаглавена „Юпитер и отвъд безкрая“ започва с откриването на трети монолит в орбита около Юпитер (отново под съпровода на „Реквием“ от Лигети). „Дискавъри Едно“ влиза в орбита около Юпитер, и се доближава до монолита. Когато планетата, луните и монолитът сякаш застават на една линия, Боумън напуска кораба с капсула. При опита да се доближи до монолита той попада в тунел от цветни светлини, и прекосява през него немислими разстояния. „Реквиемът“ на Лигети преминава в колосалното оркестрално есе „Атмосфери“. Тази поредица от кадри бива наричана „Звездните врати“.
След прелитане над странно оцветен извънземен пейзаж, Боумън пристига сам в осветен коридор, състарен и посивял. Съпроводът е от извънземно звучащи части от „Атмосфери“ на Лигети, записани в ехозала. Боумън вижда през отворена врата стая, обзаведена в стил Луи XVI, в която на маса се храни, побелял и оплешивял, самият той. Хранещият става, излиза от стаята и се оглежда – там няма никой. Връща се на масата, без да иска бутва чашата си на пода и звукът от счупването нарушава тишината. Вдигайки поглед от парчетата стъкло, той вижда себе си, престарял, на легло – вероятно смъртното му легло. В следващия кадър умиращият е сам в стаята, но пред леглото се е появил четвъртият монолит. Боумън се опитва да се протегне към него и очевидно бива трансформиран в същество, подобно на неродено още дете, заобиколено от сфера от светлина – Звездното дете.
Следващият кадър показва Луната и Земята, към които бавно приближава Звездното дете. В последния кадър на филма то гледа Земята през новите си очи под съпровода на „Тъй рече Заратустра“.

## В ролите
| Актьор          | Роля                      |
| --------------- | ------------------------- |
| Кеър Дюлеа      | Д-р Дейвид Боуман         |
| Гари Локууд     | Д-р Франк Пул             |
| Дъглас Рейн     | HAL 9000 (глас)           |
| Уилям Силвестър | Д-р Хейууд Флойд          |
| Леонард Роситър | Д-р Андрей Смислов        |
| Маргарет Тизак  | Елена                     |
| Робърт Бийти    | Д-р Ралф Халворсен        |
| Шон Съливан     | Д-р Рой Майкълс           |
| Едуард Бишъп    | Капитанът на лунния шатъл |